# Corgatha dictaria
Corgatha dictaria är en fjärilsart som beskrevs av Walker 1861. Corgatha dictaria ingår i släktet Corgatha och familjen nattflyn. Inga underarter finns listade i Catalogue of Life.